# Damenbundesliga

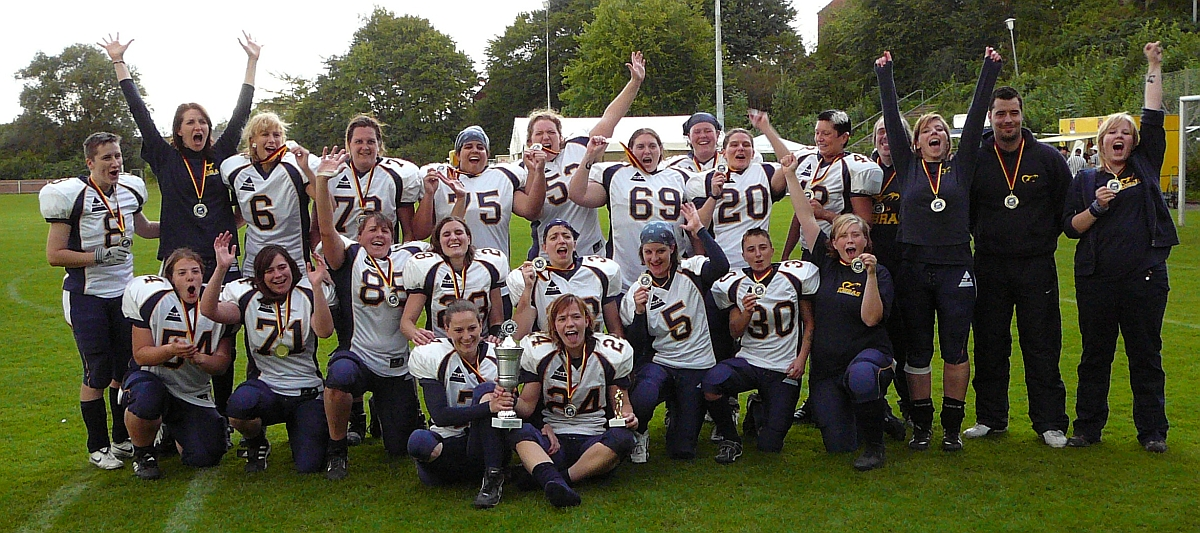
Le Kobra Ladies vincitrici della Damenbundesliga nel 2008

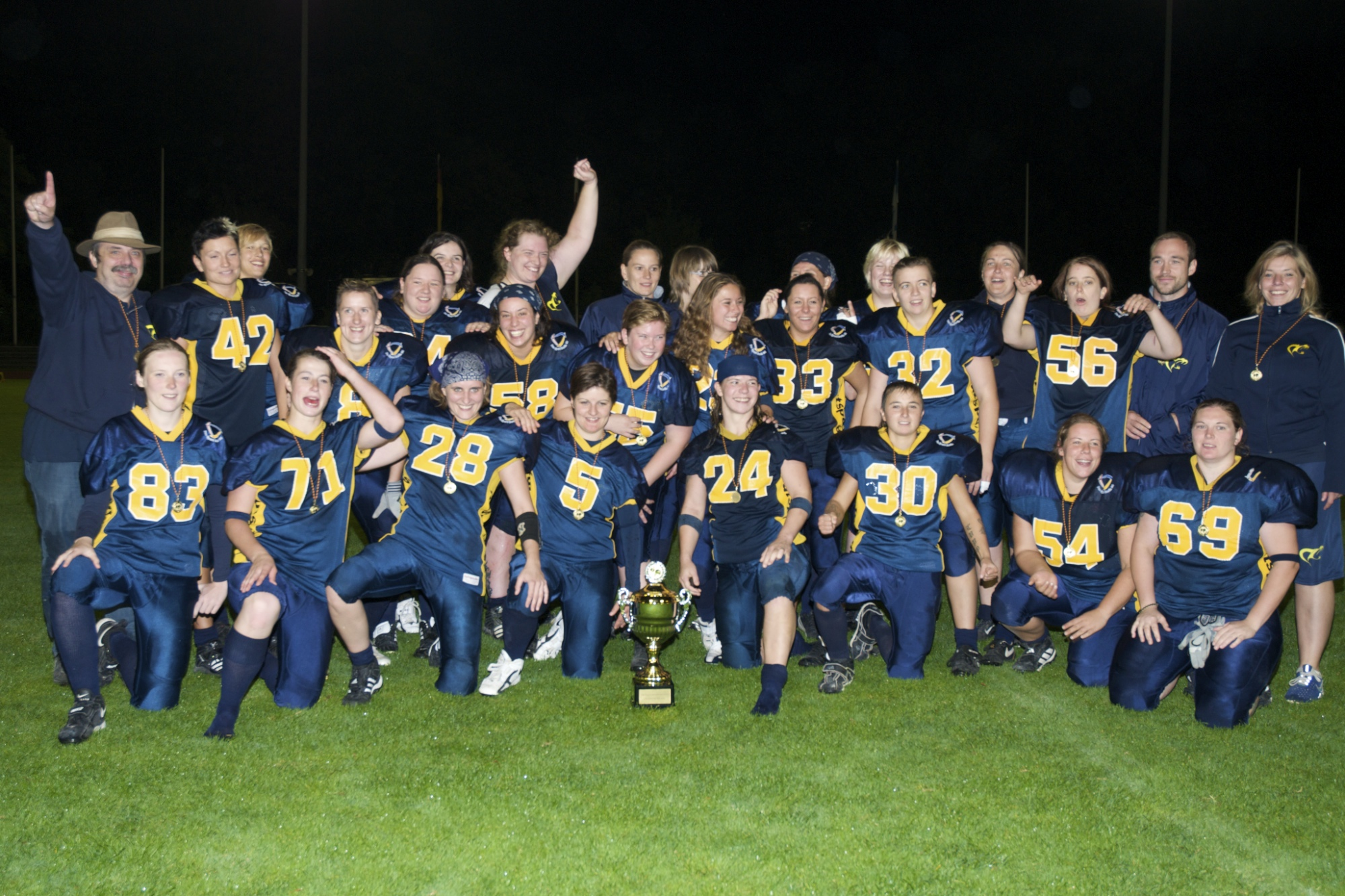
Le Kobra Ladies vincitrici della Damenbundesliga nel 2009

La Damenbundesliga (DBL) è il campionato nazionale tedesco di football americano femminile. Si svolge sotto l'egida della American Football Verband Deutschland (AFVD).

## Squadre
- Gruppe Nord

| Luogo               | Nome della squadra | Titoli vinti aggiornamento:2018 |
| ------------------- | ------------------ | ------------------------------- |
| Berlino             | Kobra Ladies       | 2007-2013, 2015-2018            |
| Dresda              | Diamonds           |                                 |
| Mülheim an der Ruhr | Shamrocks          | 2014                            |
| Amburgo             | Amazons            |                                 |

- Gruppe Süd

| Luogo             | Nome della squadra | Titoli vinti aggiornamento:2018 |
| ----------------- | ------------------ | ------------------------------- |
| Colonia           | Falconets          |                                 |
| Düsseldorf        | Panther Ladies     |                                 |
| Monaco di Baviera | Cowboys Ladies     | 2005, 2006                      |
| Crailsheim        | Hurricanes         | 1998, 1999                      |

## Albo d'oro
| Anno | Ladiesbowl    | Squadra vincitrice        | Risultato                            | Finalista sconfitta                  |
| ---- | ------------- | ------------------------- | ------------------------------------ | ------------------------------------ |
| 1990 | non ufficiale | Bamberg Lady Bears        | 14 - 12                              | Hannover Ambassadors                 |
| 1991 | non ufficiale | Bamberg Lady Bears        | (vincitrice del girone all'italiana) | (vincitrice del girone all'italiana) |
| 1992 | I             | Bamberg Lady Bears (3)    | 23 - 0                               | Mülheim Shamrocks                    |
| 1993 | II            | Berlin Adler Girls        | 36 - 8                               | Frankfurt Gamblers                   |
| 1994 | III           | Berlin Adler Girls        | 33 - 0                               | Nürnberg Hurricanes                  |
| 1995 | IV            | Berlin Adler Girls        | 31 - 0                               | Hannover Stampeders                  |
| 1996 | V             | Berlin Adler Girls        | 32 - 8                               | Hannover Stampeders                  |
| 1997 | VI            | Berlin Adler Girls        | 21 - 8                               | Hannover Ambassadors                 |
| 1998 | VII           | Nürnberg Hurricanes       | 37 - 29                              | Crocodiles Ladies                    |
| 1999 | VIII          | Nürnberg Hurricanes (2)   | 31 - 20                              | Berlin Adler Girls                   |
| 2000 | IX            | Berlin Adler Girls        | 62 - 25                              | Hamburg Maniacs                      |
| 2001 | X             | Berlin Adler Girls        | 35 - 0                               | Munich Cowboys Ladies                |
| 2002 | XI            | Berlin Adler Girls        | 28-20 (ot)                           | Munich Cowboys Ladies                |
| 2003 | XII           | Berlin Adler Girls        | 41 - 12                              | Munich Cowboys Ladies                |
| 2004 | XIII          | Berlin Adler Girls (10)   | 19 - 8                               | Hamburg Amazons                      |
| 2005 | XIV           | Munich Cowboys Ladies     | 28 - 0                               | Hamburg Amazons                      |
| 2006 | XV            | Munich Cowboys Ladies (2) | 41 - 14                              | Berlin Kobra Ladies                  |
| 2007 | XVI           | Berlin Kobra Ladies       | 55 - 18                              | Nürnberg Hurricanes                  |
| 2008 | XVII          | Berlin Kobra Ladies       | 40 - 37                              | Nürnberg Hurricanes                  |
| 2009 | XVIII         | Berlin Kobra Ladies       | 41 - 26                              | Nürnberg Hurricanes                  |
| 2010 | XIX           | Berlin Kobra Ladies       | 34 - 28                              | Düsseldorf Blades                    |
| 2011 | XX            | Berlin Kobra Ladies       | 42 - 21                              | Düsseldorf Blades                    |
| 2012 | XXI           | Berlin Kobra Ladies       | 58 - 22                              | Düsseldorf Blades                    |
| 2013 | XXII          | Berlin Kobra Ladies       | 20 - 16                              | Crailsheim Hurricanes                |
| 2014 | XXIII         | Mülheim Shamrocks (1)     | 52 - 22                              | Berlin Kobra Ladies                  |
| 2015 | XXIV          | Berlin Kobra Ladies       | 48 - 12                              | Mülheim Shamrocks                    |
| 2016 | XXV           | Berlin Kobra Ladies       | 36 - 28                              | Mainz Golden Eagles                  |
| 2017 | XXVI          | Berlin Kobra Ladies       | 32 - 26                              | Mainz Golden Eagles                  |
| 2018 | XXVII         | Berlin Kobra Ladies (11)  | 26 - 6                               | Munich Cowboys Ladies                |